# Кентъки
Кентъ̀ки (на английски: Kentucky, официално – Общност на Кентъки (на английски: Commonwealth of Kentucky) е щат в САЩ. Негова столица е Франкфорт, а ZIP-кодът е KY.
Щатът има население от 4 454 189 жители (към 2017 година). Общата площ на Кентъки е 104 656 km², от които 102 889 km² суша и 1774 km² вода (1,69%). Името произлиза от ирокезка дума означаваща „ливади“. Кентъки е известен с най-голямата пещерна система в света – Мамутовата пещера (Mammoth Cave), която е и национален парк, както и със своите конни надбягвания.

## Градове
- Кампбълсвил
- Лексингтън
- Луисвил
- Оуенсбъроу
- Ръсел Спрингс
- Франкфорт
- Ричмънд
- Хендерсън

## Окръзи
Кентъки е разделен на 120 окръга, което го прави 3-ти по брой окръзи от щатите в САЩ.
1. Адеър
2. Алън
3. Андерсън
4. Барън
5. Бат
6. Бел
7. Бойд
8. Бойл
9. Бракън
10. Брекинридж
11. Бретит
12. Булит
13. Бун
14. Бълард
15. Бърбън
16. Бътлър
17. Вашингтон
18. Галътин
19. Грант
20. Грейвс
21. Грейсън
22. Грийн
23. Грийнъп
24. Давийз
25. Джаксън
26. Джерард
27. Джесъмин
28. Джеферсън
29. Джонсън
30. Едмънсън
31. Елиът
32. Естил
33. Карлайл
34. Картър
35. Кейси
36. Кембъл
37. Кентън
38. Керъл
39. Кларк
40. Клей
41. Клинтън
42. Колдуел
43. Колъуей
44. Крисчън
45. Критъндън
46. Къмбърланд
47. Лайън
48. Лару
49. Лесли
50. Лечър
51. Ливингстън
52. Лий
53. Линкълн
54. Логан
55. Лоръл
56. Лорънс
57. Луис
58. Магофин
59. Мадисън
60. Маккракън
61. Маккрлийри
62. Маклийн
63. Мариън
64. Мартин
65. Маршъл
66. Мейсън
67. Меткаф
68. Мийд
69. Монро
70. Монтгомъри
71. Морган
72. Мъленбърг
73. Мънъфий
74. Мърсър
75. Нелсън
76. Никълъс
77. Нокс
78. Нот
79. Олдъм
80. Оуен
81. Оузли
82. Охайо
83. Пайк
84. Пауъл
85. Пендълтън
86. Пери
87. Пуласки
88. Робъртсън
89. Роккасъл
90. Роуън
91. Ръсел
92. Симпсън
93. Скот
94. Спенсър
95. Тейлър
96. Тод
97. Триг
98. Тримбъл
99. Удфорд
100. Уебстър
101. Уейн
102. Уитли
103. Улф
104. Уорън
105. Файет
106. Флеминг
107. Флойд
108. Франклин
109. Фултън
110. Ханкок
111. Хардин
112. Харисън
113. Харлан
114. Харт
115. Хендерсън
116. Хенри
117. Хикман
118. Хопкинс
119. Шелби
120. Юниън

## Природни забележителности
Мамутовата пещера (Mammoth Cave) е сред най-големите забележителности в Съединените щати. Пещерната система е дълга около 600 km, като всяка година се откриват нови разклонения.